# Bombarde (contre-torpilleur)
Pour les articles homonymes, voir Bombarde.
La Bombarde est un contre-torpilleur français, un des vingt destroyers de la classe Arquebuse.

## Histoire
Construite en décembre 1901 à La Seyne-sur-Mer par les Forges et chantiers de la Méditerranée, elle est lancée le 26 juin 1903. Retirée le 10 mai 1920, elle est vendue à la ferraille le 20 avril 1921.